# 미미 마티
미미 마티(Mimie Mathy, 1957년 7월 8일 ~ )는 프랑스의 배우, 코메디언, 가수, 작가이다. 연골무형성증 보유자로, 신장은 132cm이다.